# Иннокентий (Клодецкий)
Епископ Иннокентий (в миру Иван Николаевич Клодецкий; 1 сентября 1893, Витебск — 25 апреля 1938, Новая Ухтарка, Коми АССР) — епископ Русской православной церкви, епископ Каширский, викарий Московской епархии.

## Биография
Окончил Витебскую гимназию, затем два курса медицинского университета.
Пострижен в монашество в Смоленском Троицком монастыре.
В 1920—1927 годах — служил настоятелем кладбищенской церкви в Рославле.
14 июня 1931 года в храме Покрова в Красном селе рукоположен в епископа Белгородского, викария Курской епархии. Хиротонию возглавил заместитель Патриаршего Местоблюстителя митрополит Сергий (Страгородский).
С 24 августа по 30 декабря 1931 года — временный управляющий Сызранской епархией.
С 30 декабря 1931 года — епископ Каширский, викарий Московской епархии.
С 22 ноября 1933 года — епископ Серпуховский, викарий Московской епархии.
С 6 сентября 1934 года — епископ Каширский, викарий Московской епархии.
23 сентября 1934 года его арестован. Через три месяца, которые он провёл в Бутырской тюрьме, осужден ОСО при НКВД СССР на 5 лет лишения свободы. Отбывал срок в Ухто-Печорском лагере. Отправлен в «лагерную периферию» — в лагпункт Рыбхоз в Нарьян-Маре, а оттуда — в Новый Бор в Усть-Цилемском районе, где находился сельскохозяйственный лагпункт). Там он работал лекпомом.
В связи с проводившейся операцией по «репрессированию антисоветских элементов», находившихся в местах заключения, был привлечён по одному делу с епископом Кирилловским Валерианом (Рудичем). Виновным себя не признал. 15 марта 1938 года приговорён Особой тройкой УНКВД по Архангельской области к смертной казни.
25 апреля 1938 года расстрелян в лагпункте Новая Ухтарка (близ современной Ухты), погребён в общей безвестной могиле.
Не зная о казни епископа Иннокентия, патриарх Сергий (Страгородский) 27 октября 1943 года обратился к властям с просьбой о его освобождении и возвращении к архиерейскому служению.